# Callionymus pusillus
Callionymus pusillus é uma espécie de peixe pertencente à família Callionymidae.
A autoridade científica da espécie é Delaroche, tendo sido descrita no ano de 1809.

## Portugal
Encontra-se presente em Portugal, onde é uma espécie nativa.

## Descrição
Trata-se de uma espécie marinha. Atinge os 14 cm de comprimento total nos indivíduos do sexo masculino , 10 cm de comprimento total nos indivíduos do sexo feminino.